# Eimer (Berlin)

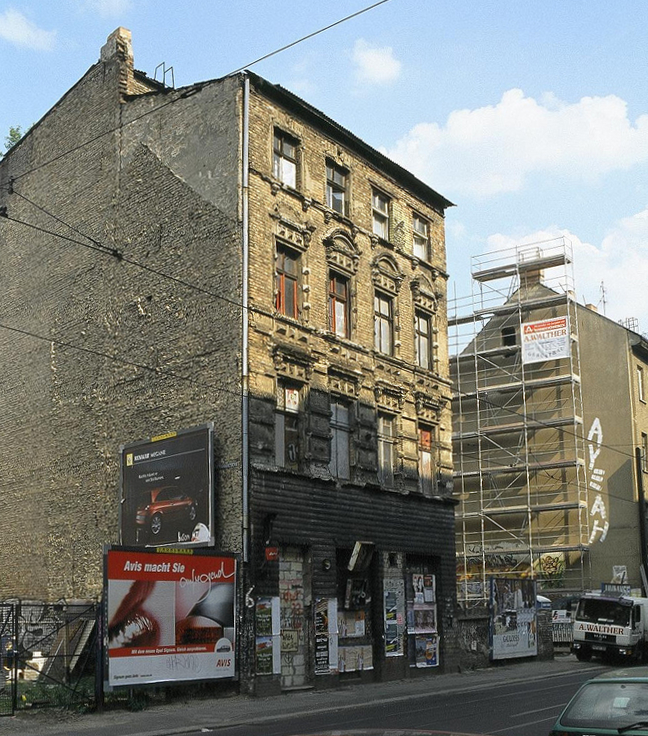
Der Eimer, 2003

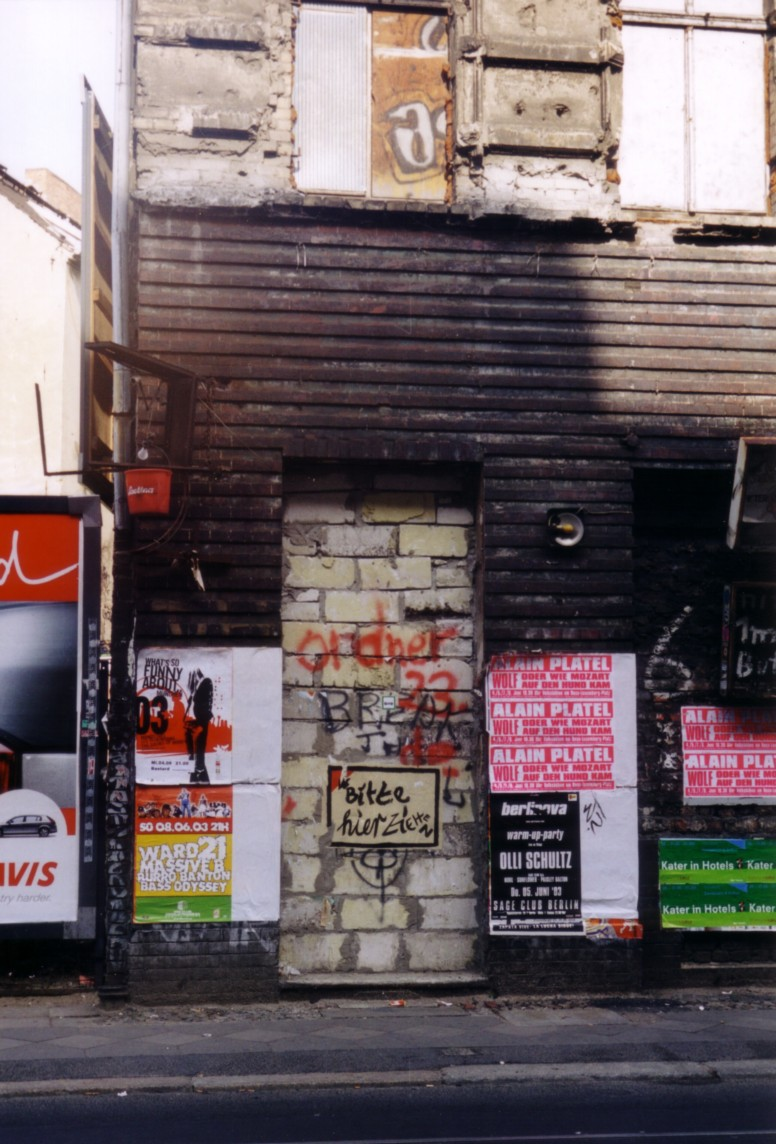
Der Eimer (Eingangsbereich) nach seiner Schließung

Der Eimer (später auch I.M. Eimer) war ein am 17. Januar 1990 gegründeter Underground-Club in einem besetzten Haus in der Rosenthaler Straße 68 in Berlin-Mitte. Im Jahr 1999 wurde in einem Gerichtsverfahren die Räumung des Gebäudes verfügt, die jedoch erst 2003 durchgesetzt wurde.

## Geschichte
In dem ursprünglich fünfgeschossigen Haus befand sich um 1876 das Bordell „Der blaue Panther“, das bis in die frühen 1930er Jahre weiterhin als Stundenhotel genutzt wurde. Als Folge des Zweiten Weltkriegs wurden die beiden oberen Etagen zerstört und abgetragen. Nach dem Zweiten Weltkrieg wohnten in dem Haus Flüchtlingsfamilien und ab den 1950er Jahren soll das Haus für Schwarzmarktaktivitäten genutzt worden sein. Später diente es als Lager für verschiedene Firmen und zur Besetzung 1990 sollen ebenfalls Gerätschaften der Stasi aufgefunden worden sein.
Die Initiative, das Haus zu besetzen und darin einen Veranstaltungsort einzurichten, ging von Künstlern und Musikern wie beispielsweise von Feeling B aus. Zu den Mitbegründern des Eimers und des damaligen Vereins Operative Haltungskunst gehörten unter anderem André Greiner-Pol, Peter Rampazzo (Peter Franke), Speiche sowie die Bands Freygang, Ichfunktion, Die Firma und Teutonic Death Fun Core.
Später wurden verschiedene Personen aus der im Eimer ansässigen Künstler-Gemeinschaft Interflug Galaktika und dem Umfeld des Eimer als Inoffizielle Mitarbeiter des Ministeriums für Staatssicherheit geoutet und der Eimer auch als I.M. Eimer bekannt. Der eigentliche Name des Clubs stammt von den direkt zur Besetzung in großen Mengen im Haus aufgefundenen Eimern, von denen sich viele selbst 2003 noch überall im Gebäude befanden und soll auch aufgrund der vielen Eimer voll Bauschutt, die vor der Nutzung von den Besetzern hinausgetragen werden mussten herrühren.
Anfangs fanden im Eimer zunächst nur Punkkonzerte statt, die ab etwa 1992 um Veranstaltungen mit elektronischer Musik ergänzt wurden. Da der Boden im Erdgeschoss baufällig war, wurde er größtenteils entfernt. Das führte dazu, dass die Bands unten spielten und oben, auf den letzten erhaltenen Stellen des Bodens, die Zuschauer standen. In den Jahren seines Bestehens galt der Eimer als Brutstätte für eine experimentierfreudige Szene der Berliner Off-Kultur und vieler auch internationaler Künstler, Bands, DJs und Partymacher, darunter Mitglieder des Spiral-Tribe-Kollektivs.

„Weil die Fußböden in dem Haus so marode waren, hatten die Betreiber sie einfach herausgesägt, bis auf schmale Reste, auf denen man entlangbalancieren musste. Im Erdgeschoss schrie eine sogenannte ‚Band‘, auf den Resten von Fußboden in den höheren Stockwerken stand das Publikum und bewarf die Band mit Flaschen.“

Der Eimer war zudem Schauplatz einer Szene in dem Spielfilm Good Bye, Lenin! aus dem Jahr 2003.

## Schließung
Unter Polizeischutz von etwa 20 Beamten fand in der Nacht vom 27. zum 28. Juni 2001 eine Überprüfung des Wirtschaftsamts statt. Beanstandet wurden dabei besonders die unsicheren Stromleitungen. Am 2. Juli desselben Jahres ließ die Wohnungsbaugesellschaft Mitte (WBM) neue Schlösser einbauen. Trotz der Gründung des Rettet den Eimer e. V. und Verhandlungen mit der Wohnungsbaugesellschaft kam es zu keiner Wiedereröffnung.